# Criminali di novembre
Criminali di novembre (in tedesco Novemberverbrecher) è lo slogan con cui i nazionalisti tedeschi definirono i politici che avevano fatto uscire la Germania dalla prima guerra mondiale. I nazionalisti tedeschi erano sdegnati per il fatto che la Repubblica di Weimar a maggioranza socialdemocratica aveva accettato il Trattato di Versailles.
I nazionalisti ed i capi militari addossarono la colpa, oltre che ai socialdemocratici, anche ai comunisti ed agli ebrei. I "criminali di novembre", sostenevano i nazionalisti, li avevano "pugnalati alle spalle" sul fronte interno, criticando la causa del nazionalismo tedesco e non mostrandosi sostenitori abbastanza entusiasti di quest'ultimo. Essi, in definitiva, avrebbero tradito il popolo tedesco.
Riprendendo la tesi di John Wheeler-Bennett, in Wooden Titan: Hindenburg (1936), William L. Shirer, nella sua Storia del Terzo Reich, attribuisce un importante ruolo, nella genesi della teoria della "pugnalata alle spalle", a due generali britannici. Nel 1919, Sir Frederick Maurice aveva pubblicato The Last Four Years, un saggio sull'ultimo periodo di guerra, che molta stampa tedesca, a dispetto delle smentite dello stesso autore, aveva interpretato come un'attribuzione della responsabilità della resa al fronte interno e ai socialisti. La definizione "pugnalata alla schiena" era, poi, stata utilizzata dal generale Malcom, capo della missione militare britannica a Berlino, per rendere il senso di alcune affermazioni di Ludendorff, nel corso di una conversazione avuta con lui. Ludendorff l'aveva entusiasticamente fatta propria.
Era stato comunque lo stesso feldmaresciallo, il 28 settembre 1918, ad esprimersi a favore di un armistizio immediato e la sua richiesta era stata comunicata il 2 ottobre al Consiglio della Corona, presieduto dal Kaiser Guglielmo II, da Paul von Hindenburg. Col compito di trattare la resa, fu insediato qualche giorno dopo il governo a partecipazione socialista, presieduto dall'aristocratico liberale Massimiliano di Baden.
Adolf Hitler, creando il mito della corporazione ebraico-bolscevica che intendeva, secondo il futuro Führer, dominare il mondo, ideò i primi punti del programma politico nazista. Come dimostrò poi il successo nazista nelle elezioni seguenti alla grande depressione, la lotta di Hitler contro i criminali di novembre riuscì perfettamente. Hitler poté così instaurare la dittatura.